# Henri de Tonti
Henry de Tonti (Gaeta, Nàpols, 1649 - Mobile, Alabama) fou un explorador, soldat i comerciant de pells francès d'origen italià.
És fill dels napoletans Isabella di Lietto i Lorenzo de Tonti, que va ser financer i governador de la ciutat de Gaieta fins que es va haver d'exiliar a França perquè havia participat en una revolta contra el virrei espanyol de Nàpols. El 1668 s'allistà a l'exèrcit francès i va perdre una mà lluitant a Sicília. La va substituir per un ganxo.
L'estiu del 1678 va associar-se a l'expedició organitzada pel capellà René Robert Cavelier de La Salle i es va estar a Fort Crèvecoeur mentre La Salle tornava a Ontario. La primavera del 1682 va participar en l'expedició de La Salle al llarg del riu Mississipi. El 1683, mentre La Salle tornava a França a la recerca de reforços, Tonti s'encarregava de Fort Saint Louis, als marges del riu Illinois. El 1686 intentà endinsar-se fins al Golf de Mèxic per trobar-se amb La Salle, i fundà algunes fortificacions a la boca del riu Arkansas. El 1687 participà en els guerres contra els anglesos i els seus aliats, la Confederació Iroquesa. El 1688 tornà a Fort Saint Louis i més tard marxà al nord-est de Texas, al riu Red, però el 1690 els caddo li foren hostils i va haver de fugir. Entre el 1690 i el 1700 va recórrer el Mississipi i va contactar Pierre Le Moyne d'Iberville, colonitzador de la Louisiana. El 1702 fou enviat com a ambaixador als choctaw i chickasaw.
Tonti va executar les tasques que li van encomanar amb brillantor fins a l'estiu de 1704, quan la febre groga el va matar en poques setmanes. Va morir el 6 de setembre de 1704 a Fort Louis de la Louisiane.